# .308 Winchester

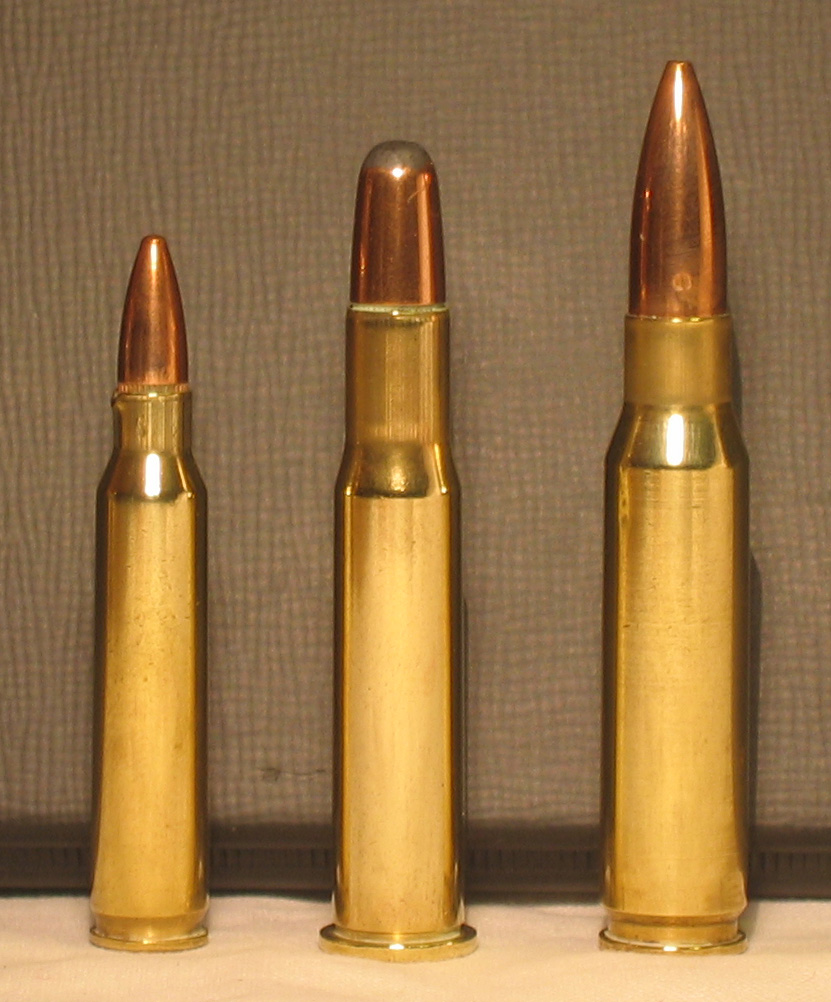
.308 Winchester (rechts) naast een .30-30 Winchester (midden) en .223 Remington (links)

De .308 Winchester is de commerciële variant van het militaire 7,62x51mm NAVO kaliber. De .308 Winchester werd in 1952 op de markt gebracht door Winchester (een dochteronderneming van Olin Corporation), twee jaar voor de NAVO de 7,62x51mm NATO T65 standaardiseerde. Winchester introduceerde ook Model 70 en Model 88 geweren, gekamerd in dit nieuwe kaliber. Sindsdien groeide de .308 Winchester uit tot een van de meest populaire jacht- en sportkalibers wereldwijd. .308 Winchester is ook een veelgebruikt kaliber bij militaire en politiescherpschutters. Door zijn relatief korte huls is de .308 Winchester bijzonder geschikt voor geweren met een kort grendelsysteem.

## Hulsafmetingen
De hulsinhoud van de .308 Winchester is 3,64 cm³. De buitenafmetingen en verhoudingen van de huls werden ontworpen met het oog op een betrouwbare aanvoer en extractie, zowel in grendel- als (semi-)automatische geweren, zelfs onder extreme omstandigheden.
Amerikanen definiëren de schouderhoek als alpha/2 = 20 graden. De diameter tussen de trekken is 7,82 mm, tussen de velden is 7,62 mm.
Officiële C.I.P. richtlijnen bepalen dat de .308 Winchester tot 415 MPa piezodruk aan kan. In C.I.P. gereguleerde landen moet elk wapen geproefd worden aan 125% van deze maximumdruk voordat het wapen op de markt gebracht kan worden.
Patronen in .308 Winchester en 7,62x51mm zijn niet identiek, en hebben kleine verschillen in hun binnenafmetingen. Toch beschouwt SAAMI het veilig om patronen van de ene kaliber te gebruiken in een wapen ontworpen voor het andere.

## Afgeleiden
Sinds de introductie in 1952 werden verschillende patronen ontworpen op basis van de .308 Winchester. Sommigen onder hen werden zeer populair, vooral in Noord-Amerika. Onder hen de .243 Winchester, de .260 Remington, de 7mm-08 Remington de .338 Federal en de .358 Winchester. In 1980 bracht Winchester varianten uit, met een randhuls, voor gebruik in de Winchester Model 94: de .307 Winchester en de .356 Winchester.